# Vargsmål
Vargsmål es el segundo libro de Varg Vikernes, único componente de la banda noruega Burzum. Fue escrito en 1994, pero no fue publicado hasta 1996
En este libro, Varg Vikernes cuenta la historia y el destino de su tierra natal, Noruega, y hace un llamamiento a sus compatriotas a abandonar el materialista y antihumano "modernismo" en favor de las antiguas creencias paganas.

Este trabajo expone mis ideas filosóficas e ideológicas como lo fueron en 1994. A pesar de que es obsoleto - y no realmente representativo de las ideas que comparto hoy en día. Aun así es muy útil, interesante y hace pensar.

- Datos: Q4393930